# 5316 Filatov
5316 Filatov eller 1982 UB7 är en asteroid i huvudbältet som upptäcktes den 21 oktober 1982 av den rysk-sovjetiska astronomen Ljudmila Karatjkina vid Krims astrofysiska observatorium på Krim. Den är uppkallad efter den ryske läkaren Vladimir Filatov.
Asteroiden har en diameter på ungefär 45 kilometer.